# Клеомед из Астипалеи
Клеоме́д из Астипале́и (др.-греч. Κλεομήδης Ἀστυπαλαιεύς) — полулегендарный древнегреческий кулачный боец, считавшийся последним из героев.
Участвовал в 72-й Олимпиаде (492 год до н. э.), принёс в жертву Аполлону белого быка. Во время поединка случайно убил своего соперника, Икка из Эпидавра, причём судьи (элланодики) сочли удар Клеомеда нанесённым против правил и лишили его титула победителя. Клеомед, согласно Павсанию (Описание Эллады, Элида II, IX, 3),
…от огорчения сошел с ума. Вернувшись в Астипалею и войдя в школу, где тогда занималось 60 мальчиков, он, став у колонны, на которой держался потолок школы, свалил её. Когда крыша свалилась на мальчиков и горожане готовы были побить его камнями, он бежал в храм Афины. Спрятавшись в ларец, стоявший в храме, и притянув к себе крышку, он сделал напрасными труды астипалейцев, пытавшихся открыть крышку этого ларца. Наконец, когда они сломали его деревянные части, они не нашли там Клеомеда ни живым, ни мертвым. Тогда они отправили людей в Дельфы спросить, что случилось с Клеомедом. Говорят, Пифия им изрекла:
Это последний герой, Клеомед из Астипалеи;

Жертвы ему принесите, зане уже он не из смертных.

Поэтому астипалейцы с этого времени воздают почести Клеомеду, как герою.
Эту же историю пересказывает и Плутарх в «Сравнительных жизнеописаниях» (Ромул, XXVIII). Евсевий Кесарийский в «Приготовлении к Евангелию» посвящает истории Клеомеда несколько страниц (отмечая, кстати, что Клеомед не просто нанёс случайный удар сопернику, но пробил ему грудь и вырвал лёгкие, и что он был якобы приговорён к штрафу в четыре таланта). Его упоминает также Ориген в Contra Celsum.